# Branimir Šćepanović
Œuvres principales
La Bouche pleine de terre (1974)
Branimir Šćepanović (en serbe Бранимир Шћепановић), né le 19 avril 1937 à Podgorica et mort le 30 novembre 2020 à Belgrade, est un écrivain serbe d'origine monténégrine.

## Biographie
En 1974, il obtient un succès international avec son deuxième roman intitulé La Bouche pleine de terre (Usta puna zemlje)

## La Bouche pleine de terre(1974)
Ce bref récit est construit sur l’alternance de deux écritures, en droit et en italique, qui correspond à l’alternance de deux voix qui s’expriment à la première personne. La première voix est celle d’un narrateur qui, au début de l’intrigue, campe avec un camarade dans une campagne reculée du Monténégro. La deuxième voix est celle d’un homme qui, au début de l’intrigue, rentre au pays en train et décide d’en descendre pour se perdre dans la nature environnante. Au départ, on ne voit pas de lien explicite entre ces deux histoires. Les deux personnages de la première histoire s’extraient peu à peu de leur tente tandis que l’homme de la deuxième histoire s’en va vers son destin, qui est de mourir, car il vient d’apprendre qu’il est atteint d’une maladie incurable.
Et soudain les deux histoires se lient puisque les trois hommes s’aperçoivent. L’homme de l’italique, de peur que les deux autres ne le détournent de sa mort, s’enfuit. S’engage alors une poursuite, d’abord motivée par le désir de rassurer l’homme, puis par l’irritation de ne pouvoir l’atteindre, puis la haine générée par son apparente insolence. Aux deux hommes se joignent un berger, puis un garde-chasse, puis d’autres hommes et femmes, jusqu’à former une meute furieuse qui veut mettre à mort l’homme qui s’enfuit toujours.
À la fin, l’homme-italique, qui s’est couché dans l’herbe haute et a disparu du regard des hommes, s’empoisonne en mangeant les herbes qu’il trouve dans le pré, découvre le sens de son existence et meurt. Et c’est à ce moment-là que les autres le retrouvent, nu, couvert de pollen et d’herbes, souriant dans une pose qui semble les narguer une fois encore.
Šćepanović est également l'auteur de recueils de nouvelles et de poésie écrits en serbo-croate et ayant généralement pour cadre son Monténégro natal.

## Œuvres

### Romans
- Sramno leto (1965) Publié en français sous le titre L'Été de la honte, Paris, Hérodotos - Le Milieu du jour, 1992  (ISBN 2-86366-277-5)
- Usta puna zemlje (1974) Publié en français sous le titre La Bouche pleine de terre, traduit par Jean Descat, Lausanne, L'Âge d'Homme, coll. « Contemporains », 1975 ; réédition, Paris, UGE, coll. « 10/18. Domaine étranger » no 1565, 1983  (ISBN 2-264-00533-5) ; réédition, Paris, éditions de Fallois / L'Âge d'Homme, 1988  (ISBN 2-87706-018-7); nouvelle édition, traduction révisée de Jean Descat, Editions Tusitala, 2019.
- Iskupljenje (1980) Publié en français sous le titre Le Rachat, Lausanne, l'Âge d'Homme, coll. « Bibliothèque l'Âge d'Homme. Série slave », 1981

### Recueils de nouvelles
- Pre istine (1961)
- Smrt gospodina Goluže (1977) Publié en français sous le titre La Mort de monsieur Goulouja traduit par Jean Descat, Lausanne, L'Âge d'Homme, coll. « Contemporains. Série slave », 1978

### Scénario
- La Cinquième Offensive (1973)